# A farkas és az oroszlán
A farkas és az oroszlán (eredeti cím: Le loup et le lion) 2021-ben bemutatott francia–kanadai családi kalandfilm, amelyet Gilles de Maistre és Prune de Maistre forgatókönyvéből Gilles de Maistre rendezett. A főbb szerepekben Molly Kunz, Graham Greene és Charlie Carrick látható.
A film világpremiere 2021. szeptember 25-én volt a Zürichi Filmfesztiválon, ahol elnyerte a legjobb gyermekfilm díját. Magyarországon október 28-án jelent meg a Prorom Entertainment Kft. forgalmazásában. Általánosságban negatív véleményeket kapott a kritikusoktól. 

## Cselekmény
Alma, egy húsz éves fiatal lány, aki elvesztette nagyapját, befogad egy cirkuszba szánt oroszlánkölyköt. Úgy dönt, nem adja át az erdőőröknek, mert nagyapja a cirkuszokban lévő állatokkal való rossz bánásmód ellen kampányolt. Egy nőstényfarkas, akit két tudós üldöz, Alma házában talál menedéket a kölykével. Az oroszlán és a farkas olyanok, mint a testvérek, együtt játszanak, és mindketten a farkasanyától kapják a táplálékot. A farkasanya eltűnik Alma egyik kétnapos kirándulása során, így a trió néhány évig békésen él együtt. Amikor azonban Almát baleset éri, Joe nevű keresztapja kénytelen a hatóságokhoz fordulni, hogy megmentse őt, bár ez elválasztja a triót. A trió minden vágya, hogy ismét együtt lehessen.

## Szereplők
| Szerep | Színész         | Magyar hang    |
| ------ | --------------- | -------------- |
| Alma   | Molly Kunz      | Czető Zsanett  |
| Joe    | Graham Greene   | Barbinek Péter |
| Eli    | Charlie Carrick | Szatory Dávid  |
| Rapha  | Rhys Slack      | Kelemen Noel   |
| pilóta | Frank Schorpion | Kajtár Róbert  |
| Ysae   | Rebecca Croll   | Bertalan Ágnes |

### Magyar változat
- Főcím: Nagy Sándor
- Magyar szöveg: Simon Nóra
- Hangmérnök: Gábor Dániel
- Vágó: Simkóné Varga Erzsébet
- Gyártásvezető: Kincses Tamás
- Szinkronrendező: Marton Bernadett

A szinkront a Mafilm Audio Kft. készítette el.

## A film készítése
Gilles de Maistre rendező elmondta, hogy a Mia és a fehér oroszlán forgatása során beszélgetett Andrew Simpson farkaskiképzővel és Kevin Richardson oroszlánidomárral, és ez adta neki a film ötletét. Ezután feleségével, Prune de Maistre-rel írt egy forgatókönyvet. Paddington (a farkas) és Walter (az oroszlán) 5 hetes koruktól együtt nevelkedtek. Csak néhány ember, köztük Molly Kunz közelíthette meg őket; a stáb és a többi színész ketrecek mögött tartózkodott. A produkció alkalmazkodott az állatokhoz, ami 16 forgatókönyv-átdolgozást eredményezett. A forgatás után Paddington és Walter továbbra is együtt élnek Kanadában, Andrew Simpson rezervátumában.

## Bemutató
A farkas és az oroszlán premierje 2021. szeptember 25-én volt a Zürichi Filmfesztiválon, a széles körű forgalmazás pedig 2021. október 13-án kezdődött. A Blue Fox Entertainment szerezte meg az amerikai forgalmazási jogokat, és 2022. február 4-én mutatták be a mozikban.